# الجول (الملاح)

تعديل مصدري - تعديل

الجول هي إحدى قرى عزلة الملاح بمديرية الملاح التابعة لمحافظة لحج، بلغ تعداد سكانها 169 نسمة حسب تعداد اليمن لعام 2004.